# Parcul Național Lorentz
Parcul național Lorentz este situat în regiunea Papua-Noua Guinee de vest din Indonezia, este un parc de mărime mijlocie, având suprafața de 23.555 km². Gunung Lorentz este singurul parc din regiunea ecuatorială und ghețarii ajung până la mare. El cuprinde regiune joasă de șes cu zone mlăștinoase cu mangrove, ca și regiune de munte cu vegetație subalpină.
Are din punct de vedere geologic structura unei regiuni frământate bogată în fosile, fiind situat la locul de tangență a două plăci continentale. Parcul oferă adăpost la ca. 80 % din animalele și păsările sălbatice din Papua, ca și la unele grupări etnice locale de indigeni ( Asmat, Nduga, Amungme (Damal), Nakai (Asmat Keenok), Sempan, West Dani și Kamoro).
In anul 1999 sub presiunea internațională a organizațiilor de protecție a naturii este declarat de președintele Indoneziei patrimoniu mondial UNESCO. Aproape 90 % din pădurile ecuatoriale din parc sunt neatinse, el fiind una dintre cele mai iportante regiuni australo-pacifice. In nord se află cel mai înalt munte din Oceania, Carstensz-Pyramide (Puncak Jaya, 5030 m), iar în sud Marea Arafura, la vest parcu este limitat de mina Freeport cu exploatare de aur și cupru.
Printre animale care populează parcul se pot aminti cazuarul (soi de struț) și cangurul de arbore (Dentrolagus mbaiso).
Situația parcului este periclitată de creșterea rapidă a numărului populației din regiune, care este atrasă de exploatarea minieră amintită, ca și de contrabanda cu animale și lemn din parc.

## Legături externe
- Lorentz National Park Bureau
- UNESCO Data on Lorentz NP
- Indo-Pacific Conservation Alliance Project — Facilitating Community-Driven Conservation and Strengthening Local Cultural Institutions in the Greater Lorentz Lowlands
- Birdlife EBA Factsheet: South Papuan Lowlands